# 飯山市立城北中学校
飯山市立城北中学校（いいやましりつ じょうほくちゅうがっこう）は、長野県飯山市にある公立中学校。
2010年（平成22年）4月、飯山市立第二中学校の一部と第三中学校が統合して開校。

## 概要
校章
- 城北中学校の校章は、生徒からの応募作品の中で特に多かった「ユキツバキ」「羽根ペン」「山」「いい山（文字）」を基にデザインされた。
- 校章の中心には、飯山市の象徴であり、清らかに力強く咲く「ユキツバキ」を主とし、その背景には自然豊かな山々に囲まれた風景を表現。ふるさとの自然の豊かさを象徴している。さらに、「羽根ペン」を「中」の文字として組み込み、勉学に励みながら自由な未来へ羽ばたく姿を表している。
- 配色は、山や森の豊かさを表す「緑色」を基調とし、若さ・生命・再生の象徴としている。また、未来に向かって羽ばたく翼を「白色」、知性を象徴する「黄色」をめしべに用いることで、全体の調和を意識した配色とした。
- さらに、校章の下部には「城北」の漢字をリボン風の意匠に配置し、デザイン全体が引き立つよう工夫されている[3]。

校歌
- 作詞：山﨑浩　作曲：氏家晋也

## 主な行事
- 光陵祭
- 斑尾宿泊学習（1年）
- 松本宿泊学習（2年）
- 修学旅行（3年）

## 通学区域
- 大字瑞穂、大字瑞穂豊、大字旭、大字小佐原、大字富倉
- 大字緑、大字中曽根、大字寿、大字大池、大字常盤
- 大字照里、大字小沼、大字豊田、大字常郷、大字一山、大字照岡[4]